# Glen Carbon
Glen Carbon és una població dels Estats Units a l'estat d'Illinois. Segons el cens del 2000 tenia 10.425 habitants.

## Demografia
Segons el cens del 2000, Glen Carbon tenia 10.425 habitants, 4.011 habitatges, i 2.815 famílies. La densitat de població era de 542,5 habitants/km².
Dels 4.011 habitatges en un 34,9% hi vivien nens de menys de 18 anys, en un 59,6% hi vivien parelles casades, en un 8,1% dones solteres, i en un 29,8% no eren unitats familiars. En el 22,1% dels habitatges hi vivien persones soles el 7,8% de les quals corresponia a persones de 65 anys o més que vivien soles. El nombre mitjà de persones vivint en cada habitatge era de 2,57 i el nombre mitjà de persones que vivien en cada família era de 3,06.
Per edats la població es repartia de la següent manera: un 25,3% tenia menys de 18 anys, un 10,2% entre 18 i 24, un 30% entre 25 i 44, un 23,5% de 45 a 60 i un 11% 65 anys o més.
L'edat mediana era de 36 anys. Per cada 100 dones de 18 o més anys hi havia 91,5 homes.
La renda mediana per habitatge era de 55.841 $ i la renda mediana per família de 72.182 $. Els homes tenien una renda mediana de 50.086 $ mentre que les dones 31.689 $. La renda per capita de la població era de 26.374 $. Aproximadament el 3,2% de les famílies i el 5,8% de la població estaven per davall del llindar de pobresa.

## Poblacions properes
El següent diagrama mostra les poblacions més properes.